# 9180 Samsagan
9180 Samsagan eller 1991 GQ är en asteroid i huvudbältet som upptäcktes 8 april 1991 av den amerikanske astronomen Eleanor F. Helin vid Palomar-observatoriet. Den är uppkallad efter Carl Sagan och Ann Druyans son Samuel D.D. Sagan.
Asteroiden har en diameter på ungefär 16 kilometer och den tillhör asteroidgruppen Ursula.